# Protea lanceolata
Protea lanceolata är en tvåhjärtbladig växtart som beskrevs av Ernst Meyer och Meissn.. Protea lanceolata ingår i släktet Protea och familjen Proteaceae. Inga underarter finns listade i Catalogue of Life.